# MBank
Az mBank egy lengyel internetbank (virtuális bank) a BRE Bank tulajdonában (a Commerzbank Csoport tagja). Lengyelországban 2000 óta működik. Az mBank filozófiája: „Maximális haszon és kényelem a pénzügyekben”.
2007 novembere óta az mBank Szlovákiában és Csehországban is szolgáltat. Az mBank többek között ingyenes folyószámlát, ingyenes internetes pénzátutalás és ingyenes Visa Electron bankkártyát kínál ügyfeleinek.
A bank az online üzleti modellnek köszönhetően gyakorlatilag bankfiókok nélkül működik, az ügyfelek általában interneten, SMS-ben és WAP-on intézik pénzügyeiket. Rendelkezik azonban Pénzügyi Központokkal és standokkal (mKiosk), ahol az ügyfelek minden szükséges ügyet személyesen is elintézhetnek. Itt történik például a hitelügyintézés. 
Pénzbefizetés átutalással vagy ATM-en keresztül lehetséges. Pénzfelvételre bármilyen ATM automata alkalmas.